# Tate Smith
Tate Smith (n. 19 noiembrie 1981, Sydney, Noul Wales de Sud, Australia) este un caiacist ce a reprezentat Australia, medaliat olimpic. A participat la 2 ediții ale Jocurilor Olimpice (2008, 2012) în care a câștigat o medalie de aur.